# Aleksey Alekseyevich Yepishev
Aleksey Alekseyevich Yepishev (tiếng Nga: Алексей Алексеевич Епишев; 19 tháng 5 [lịch cũ 6 tháng 5] năm 1908 - 15 tháng 9 năm 1985), đôi khi được viết thành Epishev, là một sĩ quan chính trị, chính khách và nhà ngoại giao Liên Xô. Ông từng là Chủ nhiệm Tổng cục Chính trị của Quân đội và Hải quân Liên Xô từ năm 1962 đến năm 1985.

## Tiểu sử

### Thiếu thời
Yepishev sinh ra trong một gia đình lao động ở Astrakhan. Năm 1923, ông bắt đầu làm việc trong một ngư trường địa phương, nơi ông gia nhập Komsomol. Năm 1927, ông trở thành bí thư chi bộ ngư nghiệp của tổ chức và sau đó, là giảng viên của chi bộ thành phố. Năm 1929, ông được chấp nhận là thành viên của Đảng Cộng sản Liên minh (Bolshevik), nơi ông trở thành người ủng hộ nhiệt thành cho Stalin.
Năm 1930, Yepishev gia nhập Hồng quân, trải qua khóa huấn luyện cấp chỉ huy vào năm sau và là sĩ quan chính trị trong Quân đoàn xe tăng. Năm 1938, ông tốt nghiệp Học viện Quân sự Joseph Stalin về Mô tô và Cơ giới hóa. Tháng 6 năm đó, ông được cử đến với tư cách là nhà tổ chức chính trị đến Nhà máy Đầu máy Comintern ở Kharkiv, nơi ông chịu trách nhiệm về chi bộ Đảng của công nhân trong dây chuyền sản xuất xe tăng T-34. Tại đây, ông cũng tham gia Đảng Cộng sản Ukraina (Liên Xô), theo đó ông vẫn là đảng viên cho đến năm 1952. Tháng 3 năm 1940, ông được bổ nhiệm làm bí thư thứ nhất của khu ủy Kharkov. Từ tháng 5 năm 1940 cho đến tháng 1 năm 1949, ông là thành viên của Ban Tổ chức của Đoàn Chủ tịch Đảng Cộng sản Ukraina.

### Chiến tranh Vệ quốc vĩ đại
Sau khi Đức bắt đầu cuộc xâm lược vào Liên Xô vào tháng 6 năm 1941, Yepishev trở thành người chịu trách nhiệm chỉ đạo nỗ lực chiến tranh trong khu vực: ông huy động lực lượng dân quân Kharkov, trong đó ông là chính ủy, và tổ chức du kích. Tháng 10 năm 1941, ngay trước khi thành phố rơi vào tay kẻ thù, ông được sơ tán đến Ural, nơi ông được bổ nhiệm làm bí thư thứ nhất của thành ủy Nizhny Tagil, và do đó chịu trách nhiệm xây dựng lại các nhà máy vũ khí được chuyển từ mặt trận.
Tháng 11 năm 1942, ông trở thành ủy viên Ban chấp hành Trung ương CPSU về các vấn đề nhân sự. Vào ngày 22 tháng 12 năm 1942, ông cũng được bổ nhiệm làm Phó ủy viên nhân dân phụ trách chế tạo máy hạng trung. Trong trận Stalingrad, ông đã tham gia Hội đồng quân sự Phương diện quân Stalingrad một thời gian ngắn. Tháng 2 năm 1943, ông bị cách chức và được bổ nhiệm lại làm lãnh đạo đảng ủy Kharkov, vì Hồng quân dường như đã tái chiếm khu vực này. Ngày 26 tháng 5, Yepishev được phong quân hàm Thiếu tướng và được bổ nhiệm làm thành viên hội đồng quân sự, sĩ quan chính trị cao nhất, trong Tập đoàn quân 40 của tướng Kirill Moskalenko. Ông đã tham gia Trận Vòng cung Kursk và Trận sông Dniepr. Ngày 2 tháng 11, ông nhận chức vụ tương tự trong Tập đoàn quân 38, một lần nữa dưới quyền Moskalenko, và giữ chức vụ này cho đến khi chiến tranh kết thúc. Tập đoàn quân 38 đã tham gia Trận Kiev, tấn công Dnepr – Carpat, Lvov – Sandomierz, Trận Đèo Dukla và Chiến dịch Praha.

### Sự nghiệp sau chiến tranh
Ngày 11 tháng 5 năm 1945, ngay sau khi Đức đầu hàng, Yepishev chuyển về chức vụ cũ trong Tập đoàn quân 40, và nắm giữ chức vụ này cho đến tháng 8 năm 1946. Sau đó, ông rời Lực lượng Vũ trang và được bổ nhiệm làm Bí thư Đảng Cộng sản Ukraina, phụ trác các vấn đề nhân sự. Từ ngày 9 tháng 1 năm 1950 đến tháng 8 năm 1951, ông đứng đầu Đảng ủy khu vực Odessa. Ông là phó phủ tịch Xô viết Tối cao Liên Xô khóa 3 và 4, từ ngày 12 tháng 3 năm 1950 đến ngày 14 tháng 3 năm 1958.
Ngày 26 tháng 8 năm 1951, Yepishev được bổ nhiệm làm Thứ trưởng phụ trách các vấn đề nhân sự của Bộ An ninh Nhà nước. Yepishev là một trong nhiều quan chức không có kinh nghiệm về tình báo đã được chuyển sang MGB sau khi cơ quan này bị thanh trừng các thành viên có liên quan đến cựu thủ lĩnh của nó, Viktor Abakumov.
Ngày 11 tháng 3 năm 1953, ngay sau cái chết của Stalin, khi Lavrentiy Beria tiếp tục kiểm soát MGB, Yepishev được trả về chức vụ cũ ở Odessa, và ở lại đó cho đến tháng 8 năm 1955. Ngày 26 tháng 3 năm 1954, ông được bầu làm Ủy viên Ban Chấp hành Trung ương Đảng Cộng sản Ukraina.
Từ ngày 14 tháng 8 năm 1955 đến ngày 27 tháng 11 năm 1960, Yepishev là đại sứ Liên Xô tại Cộng hòa Nhân dân Romania. Động thái này cho thấy rằng lãng đạo mới của đảng cộng sản, Nikita Khrushchev, không tin tưởng ông và muốn ông tránh xa trung tâm quyền lực, bất chấp nền tảng chung của họ trong chính trị Ukraina. Ông lại được điều động trở thành đại sứ tại Cộng hòa Liên bang Xã hội Chủ nghĩa Nam Tư trong những năm 1961-1962. Ông cũng từng là phó chủ tịch Xô Viết Tối cao Liên Xô từ khóa 6 đến 11, từ ngày 18 tháng 3 năm 1962 cho đến khi qua đời.
Ngày 11 tháng 5 năm 1962, Yepishev được thăng quân hàm Đại tướng và được bổ nhiệm làm Chủ nhiệm Tổng cục Chính trị của Quân đội và Hải quân Liên Xô, kiêm giám sát viên chính trị của Lực lượng Vũ trang. Lý do cho sự thăng chức đột ngột của ông được cho là do mâu thuẫn giữa ban lãnh đạo đảng cộng sản và các sĩ quan cấp cao trong quân đội, bao gồm người tiền nhiệm của Yepishev, Filipp Golikov, và đồng nghiệp thời chiến của ông là Nguyên soái Moskalenko, người phản đối quyết định hấp tấp của Khrushchev trong việc vận chuyển tên lửa hạt nhân tới Cuba. Việc bổ nhiệm một quan chức đảng chỉ có nền tảng quân sự hạn chế là một cách để thiết lập lại quyền kiểm soát của đảng đối với các lực lượng vũ trang. Ông giữ chức vụ trong 23 năm. Khi Khrushchev bị lật đổ và bị loại khỏi Ban Chấp hành Trung ương CPSU vào ngày 16 tháng 11 năm 1964, Yepishev, người đã là ủy viên dự khuyết từ năm 1952, được đề bạt để lấp chỗ trống. 

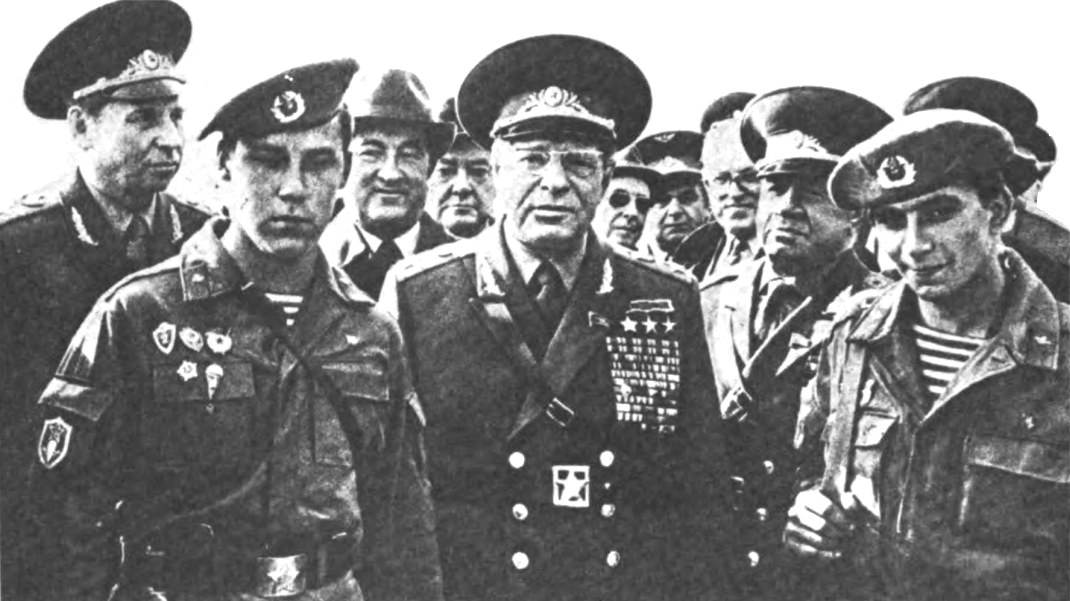
Các lãnh đạo quân đội Liên Xô: Tổng tham mưu trưởng N.V. Ogarkov, Bộ trưởng Quốc phòng D.F. Ustinov, Chủ nhiệm Tổng cục Chính trị A.A. Yepishev, với các binh sĩ Liên Xô tham gia cuộc tập trận Zapad-81.

Năm 1968, trong Mùa xuân Praha, khi đảng cộng sản Tiệp Khắc, dưới sự chỉ đạo của Alexander Dubček, đang cố gắng kết hợp quyền kiểm soát công nghiệp của nhà nước với quyền tự do ngôn luận và bãi bỏ kiểm duyệt, vào tháng 5 năm 1968, Yepishev là quan chức cấp cao đầu tiên gợi ý công khai rằng Liên Xô có thể sử dụng lực lượng quân sự để ngăn chặn cuộc thử nghiệm. Ngày 15–18 tháng 8, ông tháp tùng Bộ trưởng Quốc phòng, Nguyên soái Andrey Grechko trong chuyến thị sát các đơn vị Hồng quân xâm lược Tiệp Khắc vài ngày sau đó, vào ngày 18 tháng 8.
Mùa xuân năm 1979, Yepishev dẫn đầu một phái đoàn quân sự đến Kabul, ngay trước khi Hồng quân xâm lược Afghanistan vào ngày 24 tháng 12 năm 1979, bắt đầu một cuộc chiến kéo dài sáu năm.
Tháng 7 năm 1985, Yepishev là quan chức cộng sản cấp cao đầu tiên của Liên Xô bị cách chức sau khi nhà cải cách Mikhail Gorbachev nắm quyền kiểm soát đảng cộng sản. Ông đã nghỉ hưu bán phần với chức danh thanh tra Bộ Quốc phòng, nhưng qua đời ngay sau đó.

## Giải thưởng quân sự
- Anh hùng Liên Xô (21/02/1978).
- Bốn Huân chương Lenin (23/01/1948, 22/02/1968, 14/12/1978, 18/05/1983).
- Huân chương Cách mạng Tháng Mười (05/04/1972).
- Năm Huân chương Cờ đỏ (23/10/1943, 01/10/1944, 23/05/1945, 17/05/1958, 11/4/1981).
- Huân chương Bohdan Khmelnitsky (Liên Xô), hạng I (25.08.1944).
- Hai Huân chương Chiến tranh Vệ quốc hạng I (29/05/1944, 03/11/1985).
- Huân chương Lao động Cờ đỏ (17/05/1958).
- Ba Huân chương Sao đỏ (19/09/1941, 27/08/1943, 05/06/1946).